# Prêmio Emmy Kids Internacional 2013
A 2° cerimônia de entrega dos International Emmy Kids Awards (ou Prêmio Emmy Kids Internacional 2013) aconteceu em 10 de fevereiro de 2014 em Nova Iorque, EUA.

## Cerimônia
A Academia Internacional de Artes e Ciências da Televisão anunciou os vencedores da 2ª edição do Internacional Emmy Kids Awards em 10 de fevereiro de 2014. Mais de 300 executivos da indústria televisiva participaram do evento, realizado no Pier 60 em Chelsea Piers, na cidade de Nova York. Os programas premiados foram do Brasil, do Canadá e do Reino Unido.
As seis categorias foram apresentadas pelo ator canadense Demetrius Joyette, pelos apresentadores dinamarqueses Malin Olsson e Christian Volfing, o personagem infantil alemão Die Maus do Die Sendung mit der Maus e seu co-criador Armin Maiwald, Alison Bartlett-O'Reilly de Sesame Street e a atriz e cantora Lesli Margherita, estrela do musical da Broadway, Matilda – O Musical.

## Vencedores
| Melhor Animação | Melhor Programa Pré-Escolar |
| --- | --- |
| - Room on a Broom - () - (Magic Light Pictures) - Angelo la Débrouille - () - (TeamTO/CAKE Entertainment/France Télévisions/Télétoon) - Spike 2 - () - (TAT productions/Master Films) - Larva - () - (KBS/Tuba Entertainment/SK Broadband) | - Ben and Holly's Little Kingdom - () (Entertainment One/Astley Baker Davies) - Box Head - () - (DR TV) - Pororo the Little Penguin - () (Iconix Entertainment/Ocon/EBS/SK Broadband) - Zou - () - (Cybergroup Studios/Scrawl Studios) |
| Melhor Série | Melhor Telefilme ou Minissérie |
| - Pedro & Bianca () (TV Cultura) - Limbo () - (DR TV) - Junior High School Diaries () - (NHK) - Beat Girl () - (BeActive International/BeActive Portugal)                                                                                  | - The Phantoms - () - (Dream Street Pictures Inc.) - Against the Wild - () - (Against The Wild Films) - A Grandson from America - () - (China Movie Channel) - Mimoun () - (NPO/Stetz Film)                                            |
| Melhor Programa de Entretenimento sem Roteiro | Melhor Programa Fatual |
| - Pet School - () - (Cineflix Pet School) - That's My Art! - () - (De Mensen) - Labyrinth - () - (Sveriges Television) - Battle for Money: The Initial Battle - () - (Fuji Television)                                                     | - Same But Different - () - (Libra Television/David & Goliath) - The Kamaishi Miracle - () - (NHK) - My Father - () - (NPO/Idea Productions) - Truth Lies - () - (Mulata Films/Canal Encuentro)                                        |